# Coodham House

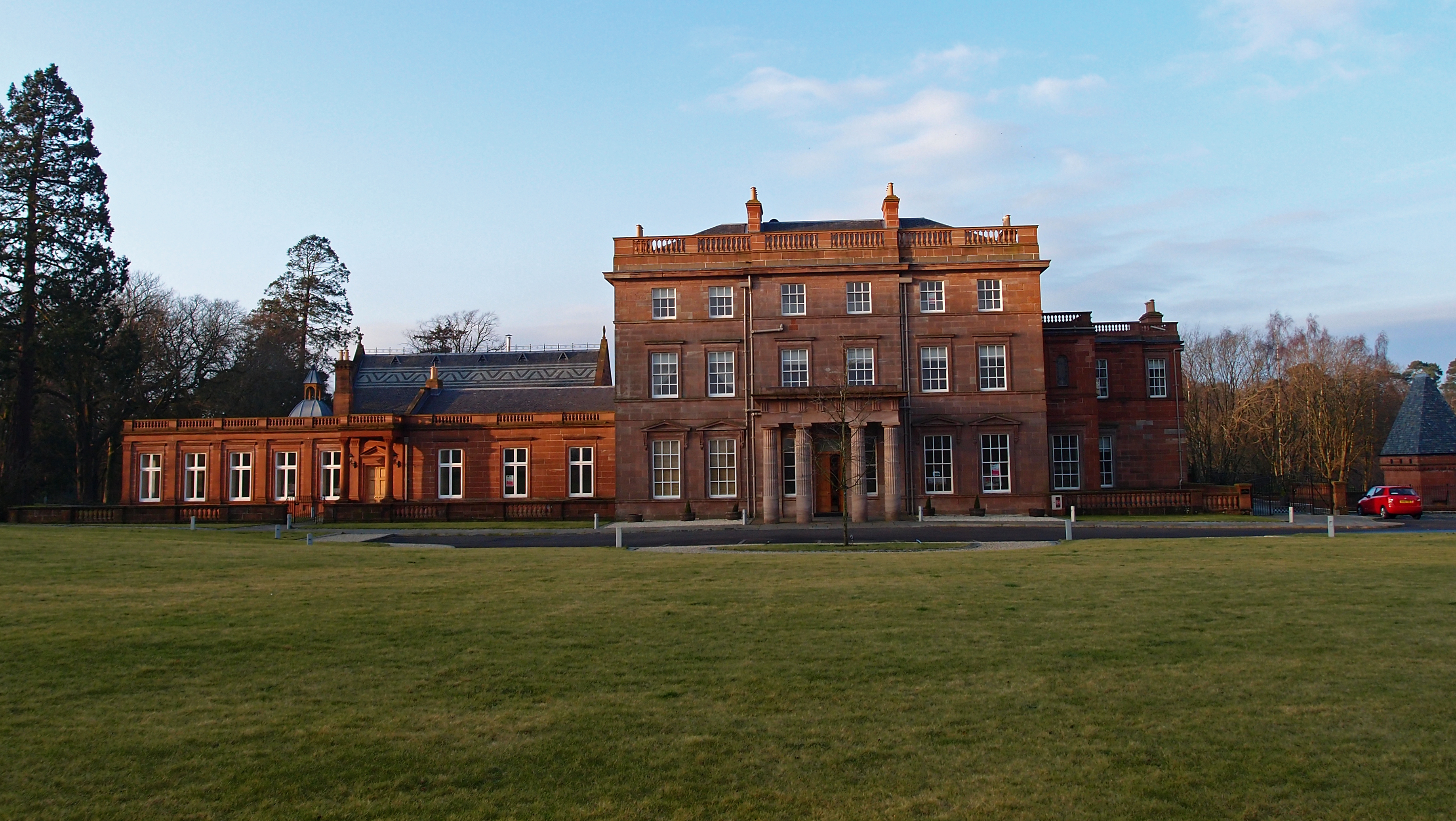
Coodham House

Coodham House, ursprünglich Williamfield House, auch Fatima House, ist ein Herrenhaus nahe der schottischen Ortschaft Symington in der Council Area South Ayrshire. 1971 wurde das Bauwerk in die schottischen Denkmallisten zunächst in der Kategorie B aufgenommen. Die Hochstufung in die höchste Denkmalkategorie A erfolgte 1987.

## Beschreibung
Das Gebäude liegt inmitten eines weitläufigen Anwesens rund 1,5 km nordöstlich von Symington. Das klassizistische Herrenhaus wurde vom Architekten Sir Robert Smirke zwischen 1826 und 1831 unter der Bezeichnung Williamfield House errichtet. Erbaut durch die Witwe William Fairlies sollte der Name an ihren verstorbenen Ehemann erinnern.
Sir William Houldsworth erwarb später das Anwesen und leitete umfangreiche Umgestaltungen ein. Mit dem Architekten Alfred Waterhouse entwarf er eine private Kapelle und ein Musikzimmer.
Die südostexponierte Hauptfassade des dreistöckigen Coodham House ist sechs Achsen weit. Der Eingangsbereich am zwei Achsen weiten Mittelrisaliten ist mit Porte-cochère und dorischen Säulen gestaltet. Dreiecksgiebel bekrönen ebenerdig die hohen Sprossenfenster. Das abschließende Plattformdach liegt hinter einer umlaufenden Balustrade versteckt.